# Place Marie-de-Miribel
La place Marie-de-Miribel est une voie située dans le quartier de Charonne du 20e arrondissement de Paris.

## Situation et accès
Cette place est formée par l’arrivée de plusieurs artères, la rue des Orteaux, la rue Saint-Blaise, la rue de la Croix-Saint-Simon. 
La place Marie-de-Miribel est desservie par la ligne 3b du tramway d'Île-de-France à la station Marie de Miribel. Elle est située à proximité de la station Porte de Montreuil, desservie par la ligne 9.

## Origine du nom
Cette place porte le nom de Marie de Miribel (1872-1952), fondatrice des œuvres sociales et hospitalières de la Croix-Saint-Simon dont les bâtiments se trouvent à proximité, et qui cherchait à évangéliser le quartier de Charonne.

## Historique
Cette place est créée sous sa dénomination actuelle sur l'espace des rues qui la bordent par un arrêté du 15 septembre 1982. 